# Автомобильный ароматизатор
Автомобильный ароматизатор — изделие из картона или дерева, пропитанное ароматическими отдушками. Также выпускаются в виде жестяных банок, флаконов различной конфигурации из стекла, резины, пластика, ткани и других материалов с ароматическим наполнителем. Их используют для ароматизации помещений или салона автомобиля. Впервые были изготовлены в США компанией «Carfreshner», имели форму ёлочки, которые производятся и по сей день.

## Производство
На лист картона методом шелкографии наносится изображение, после чего вырубаются заготовки. Специальным пробойником пробивается отверстие, в которое продевается держатель. В качестве держателя обычно используют латексную нить или нек-хенгер. Следующим этапом производства автомобильных ароматизаторов является пропитка картонных заготовок ароматической отдушкой. Пропитанные ароматизаторы упаковывают в герметичный пакетик.
Сегодня на рынке представлено множество различных типов автомобильных ароматизаторов:
- Картонные
- Гелевые с картонной подушечкой
- Гелевые с нано-мембраной
- Деревянные с ароматической пропиткой
- Резиновые (дельфины, акулы и т.д.)
- Кисетные - декоративные мешочки с ароматическим наполнением внутри в виде гранул.

В последние годы становится популярным направление экологически чистых ароматизаторов, в которых используются натуральные вещества. Например: эфирные масла, экстракты, специи фруктов и овощей или их соки.